# Ariberto di Anhalt
Ariberto Gioacchino Alessandro di Anhalt-Dessau (Wörlitz, 18 giugno 1866 – Monaco di Baviera, 24 dicembre 1933) fu principe del ducato di Anhalt.

## Biografia
Era il quarto figlio maschio che Federico I di Anhalt, duca di Anhalt dal 1871 al 1904, ebbe dalla moglie Antonietta di Sassonia-Altenburg.
Alla morte del padre, avvenuta a Ballenstedt il 24 gennaio 1904, ereditò il ducato suo fratello maggiore Federico II, che nel 1889 aveva sposato la principessa Maria di Baden, dalla quale non aveva avuto alcun figlio. Quando morì, il 21 aprile 1918, il titolo passò brevemente a suo fratello Edoardo, il quale, infatti, a sua volte morì pochi mesi dopo, il 13 settembre, lasciando un figlio diciassettenne, Gioacchino Ernesto.
Ariberto fu così eletto reggente per il nipote, il quale comunque fu costretto ad abdicare il 12 novembre 1918.
Sposò il 6 luglio 1891 presso il castello di Windsor la principessa Maria Luisa di Schleswig-Holstein-Sonderburg-Augustenburg, figlia di Cristiano di Schleswig-Holstein-Sonderburg-Augustenburg e della principessa Elena di Sassonia-Coburgo-Gotha, figlia della regina Vittoria del Regno Unito.
Il matrimonio, rimasto senza figli, durò nove anni e finì con il divorzio il 13 dicembre 1900.

## Ascendenza
|                                                |                                      |                                                       | Genitori                                            |  |  | Nonni |  |  | Bisnonni                                       |  |  | Trisnonni                           |  |
|                                                |                                      |                                                       |                                                     |  |  |       |  |  | Federico, Principe Ereditario di Anhalt-Dessau |  |  | Leopoldo III, Duca di Anhalt-Dessau |  |
|                                                |                                      |                                                       |                                                     |  |  |       |  |  | Federico, Principe Ereditario di Anhalt-Dessau |  |  | Leopoldo III, Duca di Anhalt-Dessau |  |
|                                                |                                      | Margravia Luisa di Brandeburgo-Schwedt                |                                                     |  |  |       |  |  | Federico, Principe Ereditario di Anhalt-Dessau |  |  |                                     |  |
| Leopoldo IV, Duca di Anhalt                    |                                      |                                                       |                                                     |  |  |       |  |  | Federico, Principe Ereditario di Anhalt-Dessau |  |  |                                     |  |
|                                                |                                      | Langravia Amalia d'Assia-Homburg                      | Federico V, Langravio d'Assia-Homburg               |  |  |       |  |  |                                                |  |  |                                     |  |
|                                                |                                      | Langravia Amalia d'Assia-Homburg                      | Federico V, Langravio d'Assia-Homburg               |  |  |       |  |  |                                                |  |  |                                     |  |
|                                                |                                      | Langravia Amalia d'Assia-Homburg                      | Langravia Carolina d'Assia-Darmstadt                |  |  |       |  |  |                                                |  |  |                                     |  |
| Federico I, Duca di Anhalt                     |                                      | Langravia Amalia d'Assia-Homburg                      |                                                     |  |  |       |  |  |                                                |  |  |                                     |  |
|                                                |                                      | Principe Luigi Carlo di Prussia                       | Federico Guglielmo II di Prussia                    |  |  |       |  |  |                                                |  |  |                                     |  |
|                                                |                                      | Principe Luigi Carlo di Prussia                       | Federico Guglielmo II di Prussia                    |  |  |       |  |  |                                                |  |  |                                     |  |
|                                                |                                      | Principe Luigi Carlo di Prussia                       | Principessa Federica Luisa d'Assia-Darmstadt        |  |  |       |  |  |                                                |  |  |                                     |  |
| Principessa Federica Guglielmina di Prussia    |                                      | Principe Luigi Carlo di Prussia                       |                                                     |  |  |       |  |  |                                                |  |  |                                     |  |
|                                                |                                      | Federica di Meclemburgo-Strelitz                      | Carlo II, Duca di Meclemburgo-Strelitz              |  |  |       |  |  |                                                |  |  |                                     |  |
|                                                |                                      | Federica di Meclemburgo-Strelitz                      | Carlo II, Duca di Meclemburgo-Strelitz              |  |  |       |  |  |                                                |  |  |                                     |  |
|                                                |                                      | Federica di Meclemburgo-Strelitz                      | Principessa Federica d'Assia-Darmstadt              |  |  |       |  |  |                                                |  |  |                                     |  |
| Principe Ariberto di Anhalt                    |                                      | Federica di Meclemburgo-Strelitz                      |                                                     |  |  |       |  |  |                                                |  |  |                                     |  |
|                                                | Federico, Duca di Sassonia-Altenburg | Ernesto Federico III, Duca di Sassonia-Hildburghausen |                                                     |  |  |       |  |  |                                                |  |  |                                     |  |
|                                                | Federico, Duca di Sassonia-Altenburg | Ernesto Federico III, Duca di Sassonia-Hildburghausen |                                                     |  |  |       |  |  |                                                |  |  |                                     |  |
|                                                | Federico, Duca di Sassonia-Altenburg | Principessa Ernestina di Sassonia-Weimar              |                                                     |  |  |       |  |  |                                                |  |  |                                     |  |
| Principe Edoardo di Sassonia-Altenburg         | Federico, Duca di Sassonia-Altenburg |                                                       |                                                     |  |  |       |  |  |                                                |  |  |                                     |  |
|                                                |                                      | Duchessa Carlotta Giorgina di Meclemburgo-Strelitz    | Carlo II, Duca di Meclemburgo-Strelitz              |  |  |       |  |  |                                                |  |  |                                     |  |
|                                                |                                      | Duchessa Carlotta Giorgina di Meclemburgo-Strelitz    | Carlo II, Duca di Meclemburgo-Strelitz              |  |  |       |  |  |                                                |  |  |                                     |  |
|                                                |                                      | Duchessa Carlotta Giorgina di Meclemburgo-Strelitz    | Principessa Federica d'Assia-Darmstadt              |  |  |       |  |  |                                                |  |  |                                     |  |
| Principessa Antonietta di Sassonia-Altenburg   |                                      | Duchessa Carlotta Giorgina di Meclemburgo-Strelitz    |                                                     |  |  |       |  |  |                                                |  |  |                                     |  |
|                                                |                                      | Carlo, Principe di Hohenzollern-Sigmaringen           | Antonio Luigi, Principe di Hohenzollern-Sigmaringen |  |  |       |  |  |                                                |  |  |                                     |  |
|                                                |                                      | Carlo, Principe di Hohenzollern-Sigmaringen           | Antonio Luigi, Principe di Hohenzollern-Sigmaringen |  |  |       |  |  |                                                |  |  |                                     |  |
|                                                |                                      | Carlo, Principe di Hohenzollern-Sigmaringen           | Principessa Amalia Zefirina di Salm-Kyrburg         |  |  |       |  |  |                                                |  |  |                                     |  |
| Principessa Amalia di Hohenzollern-Sigmaringen |                                      | Carlo, Principe di Hohenzollern-Sigmaringen           |                                                     |  |  |       |  |  |                                                |  |  |                                     |  |
|                                                |                                      | Maria Antonietta Murat                                | Pierre Murat                                        |  |  |       |  |  |                                                |  |  |                                     |  |
|                                                |                                      | Maria Antonietta Murat                                | Pierre Murat                                        |  |  |       |  |  |                                                |  |  |                                     |  |
|                                                |                                      | Maria Antonietta Murat                                | Louise d'Astorg                                     |  |  |       |  |  |                                                |  |  |                                     |  |
|                                                |                                      | Maria Antonietta Murat                                |                                                     |  |  |       |  |  |                                                |  |  |                                     |  |